# Roulette-Gesetze

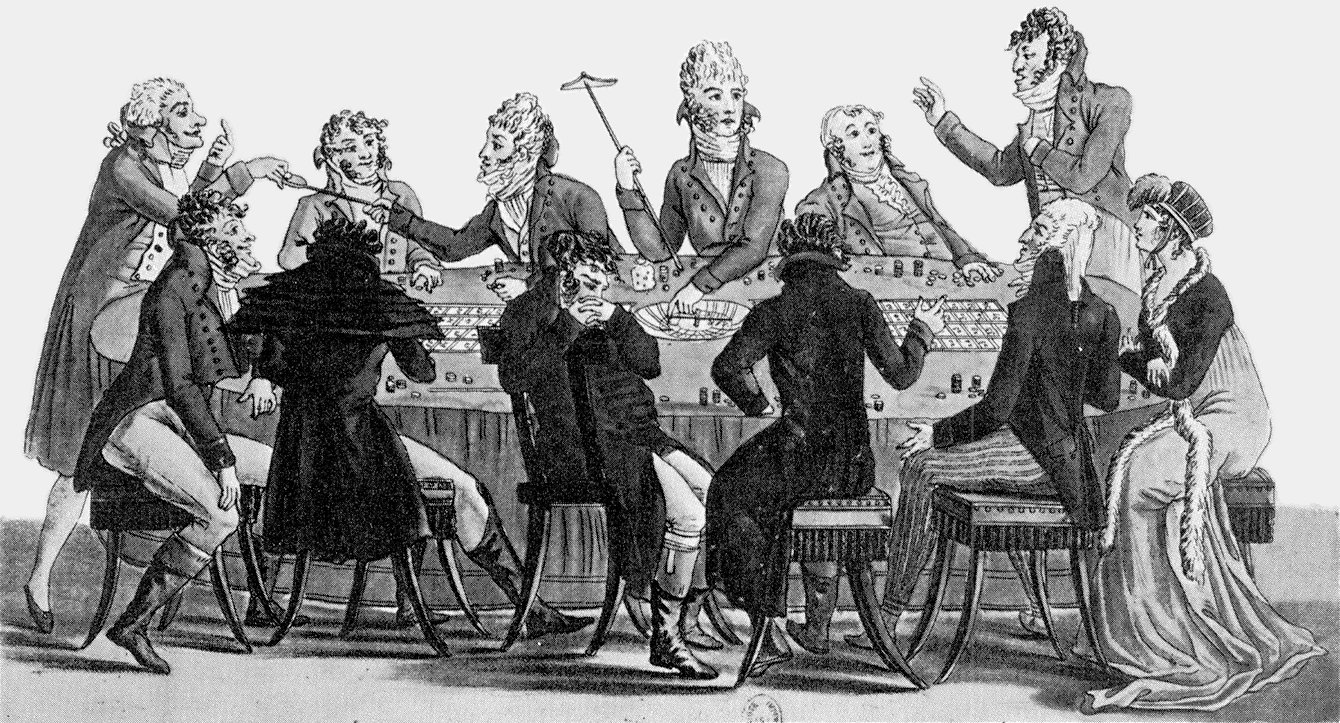
Roulette-Spiel um 1800

Als Roulette-Gesetze bezeichnet man die folgenden wahrscheinlichkeitstheoretischen Gesetzmäßigkeiten, die in den Zufallsfolgen der erscheinenden Nummern beim Roulette bzw. Chancenpaaren wie etwa Rouge und Noir (bzw. Kopf und Zahl bei Serien von Münzwürfen) auftreten.

## Die Gesetze des Ausgleichs (Equilibre) und der Abweichungen (Ecarts)
Nach dem Gesetz der großen Zahlen treten im langfristigen Mittel alle 37 Nummern mit der gleichen relativen Häufigkeit von 1/37 = 2,7 % auf (sog. relativer Ausgleich); diese Tatsache verleitet viele Spieler zum Fehlschluss, dass in einer hinreichend großen Serie von Spielen jede Nummer genau gleich oft  auftritt (absoluter Ausgleich, Equilibre).
Betrachtet man eine Zufallsfolge, die sich durch das Auftreten eines Paares einfacher Chancen wie Rouge – Noir (oder auch Pair – Impair und Manque – Passe) ergibt, wobei Coups, in denen die Kugel auf Zéro fällt, nicht gezählt werden, so entsteht eine Zufallsfolge, wie man sie auch durch das Werfen einer fairen Münze erhalten kann. Um den Zusatz „ohne Berücksichtigung des Zéro“ nicht immer verwenden zu müssen, seien im Folgenden stets Serien von Münzwürfen betrachtet.
Für eine unendliche Folge von Münzwürfen gilt wieder nach dem Gesetz der großen Zahlen, dass im langfristigen Mittel Kopf und Zahl jeweils mit der gleichen relativen Häufigkeit von 50 % auftreten.
Mit wachsender Anzahl der Würfe nähert sich die empirische Häufigkeit (d. h. der Quotient aus der Anzahl der Würfe mit Resultat Kopf durch die Anzahl der Würfe gesamt) zwar immer mehr dem durch die Wahrscheinlichkeit vorgegebenen Wert von 1/2, doch bedeutet dies nicht, dass der relative Ausgleich auch einen absoluten Ausgleich zu einem bestimmten vorgegebenen Zeitpunkt nach sich zieht – vielmehr gilt das Gegenteil: der Erwartungswert der absoluten Abweichung (Écart) zu einem bestimmten vorgegebenen Zeitpunkt wächst mit der Anzahl der Coups und strebt gegen unendlich.
Obwohl die Wahrscheinlichkeit für einen absoluten Ausgleich nach einer im Vorhinein bestimmten festen Anzahl von Spielen immer kleiner wird, je größer die betreffende Anzahl gewählt wird (und gegen Null strebt), so tritt dennoch mit Wahrscheinlichkeit eins irgendwann einmal ein absoluter Ausgleich ein (sog. Null-Rekurrenz der symmetrischen Irrfahrt auf {\displaystyle \mathbb {Z} }) – es ist allerdings mathematisch sinnlos, auf den absoluten Ausgleich zu warten, da der Erwartungswert der Wartezeit auf die Rückkehr zur sogenannten Null-Linie unendlich groß ist. Dieses Resultat scheint geradezu paradox, wenn man bedenkt, dass ein absoluter Ausgleich mit Wahrscheinlichkeit 1/2 ja bereits nach zwei Spielen eintritt.
Im Verlauf einer unendlichen Folge von Münzwürfen treten mit Wahrscheinlichkeit eins unendlich viele Zeitpunkte des absoluten Ausgleichs (Null Rekurrenzen) auf, die Zwischenzeiten (Ecart-Längen) sind nicht beschränkt, ihr Erwartungswert ist unendlich groß; gleiches gilt für die Ecart-Gipfel, d. h. die Beträge der größten Abweichungen von der Null-Linie.
Diese Resultate lassen sich nicht zur Konstruktion von Gewinnstrategien verwerten: Ein Ausgleichsspieler, der auf eine Verringerung der absoluten Abweichung vom Mittel hofft, hat die genau gleich große Gewinnchance wie ein Spieler, der auf eine Vergrößerung der bestehenden Abweichung setzt (siehe auch Marche).

## Die Gesetze der Figuren und der Serien
Unterteilt man eine unendliche Folge von Münzwürfen (Permanenz) in gleich lange Abschnitte (Gitterung) von z. B. jeweils {\displaystyle k} Würfen, so sind insgesamt {\displaystyle 2^{k}} verschiedene Muster (Figuren) möglich: Nach dem Gesetz der großen Zahlen treten all diese Figuren mit der gleichen relativen Häufigkeit von {\displaystyle 2^{-k}} auf.
Zerlegt man eine Permanenz in Abschnitte von je vier Coups und fasst dabei die komplementären Figuren (wie etwa K Z K K und Z K Z Z) zusammen, so erhält man die acht Alyett'schen Figuren:
- K K K K  und  Z Z Z Z
- Z K K K  und  K Z Z Z
- K Z K K  und  Z K Z Z
- Z Z K K  und  K K Z Z
- K K Z K  und  Z Z K Z
- Z K Z K  und  K Z K Z
- K Z Z K  und  Z K K Z
- Z Z Z K  und  K K K Z

welche im Mittel mit der gleichen relativen Häufigkeit von 1/8 = 12,5 % auftreten.
Zerlegt man eine unendliche Folge von Münzwürfen nicht in Abschnitte gleicher Länge, sondern in Serien von Kopf- und Serien von Zahl-Würfen, so folgen die Längen der einzelnen Serien in ihrer relativen Häufigkeit der geometrischen Verteilung mit dem Parameter {\displaystyle p=0,5}; d. h.
- 50 %   der Serien haben die Länge eins (Einser-Serien werden auch als Intermittenzen bezeichnet)
- 25 %   der Serien haben die Länge zwei
- 12,5 % der Serien haben die Länge drei
- 6,25 % der Serien haben die Länge vier usf.

Die mittlere Wartezeit bis zum Eintreten einer Serie von z. B. {\displaystyle r} Kopf-Würfen beträgt {\displaystyle 2(2^{r}-1)} Würfe.

## Das Gesetz der Unendlichkeit der Permanenz
Wählt man aus einer unendlichen Folge von Münzwürfen oder Roulette-Nummern eine Teilfolge aus, z. B. dass man nur die Coups Nr. 1., 3., 5., 7., 9., … betrachtet, so besitzt diese neue Zufallsfolge dieselben Eigenschaften wie die ursprüngliche Folge; d. h. es gelten wiederum dieselben Aussagen bezüglich
- des absoluten und relativen Ausgleichs (Equilibre) und der Abweichungen (Ecarts)
- des Auftretens von Figuren und Serien, sowie
- das Zwei-Drittel-Gesetz für das Auftreten der einzelnen Nummern.

Insbesondere ist es für die Gewinnung einer Zufallsfolge unerheblich, ob die Nummern in fortlaufender Reihenfolge an ein und demselben Tisch notiert werden, oder ob man zwischendurch einige Coups nicht notiert und die Folge mit den Nummern eines anderen Tisches fortsetzt. Dies ist eine unmittelbare Konsequenz aus der Tatsache, dass die einzelnen Würfe einer Münze bzw. Roulette-Kugel voneinander stochastisch unabhängig sind.